# 中国经济网

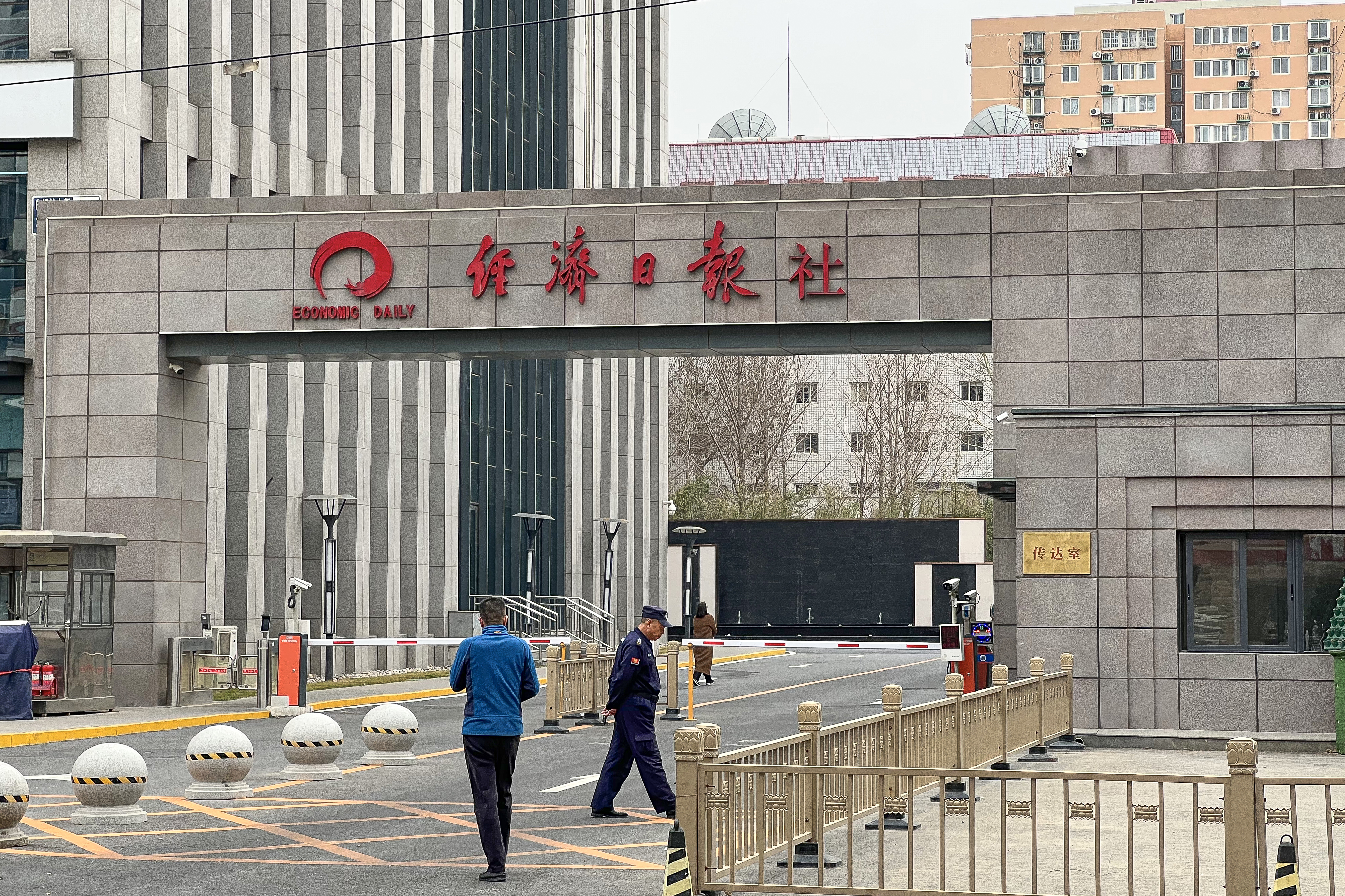
主办该网站的经济日报社

中国经济网，创建于1999年9月，前身是《经济日报》网络版，内容来源于《经济日报》及其直属报刊。

## 历史
1999年9月，《经济日报》网络版上线。2002年12月5日，中共中央政治局常委李长春建议《经济日报》创建网站，随后，2003年1月15日，国务院新闻办将《中国经济网》列入中央重点新闻网站序列。2003年7月28日，《中国经济网》正式开通，并增加繁体中文、英文版。2009年，中共中央宣传部部长刘云山到《中国经济网》考察调研，并扩大网站规模。2009年12月1日，《中国商用汽车网》并入《中国经济网》。2013年7月28日，《中国经济网》正式推出俄文版、法文版、西班牙文版、阿拉伯文版和日文版。